# Viktor Arnar Ingólfsson

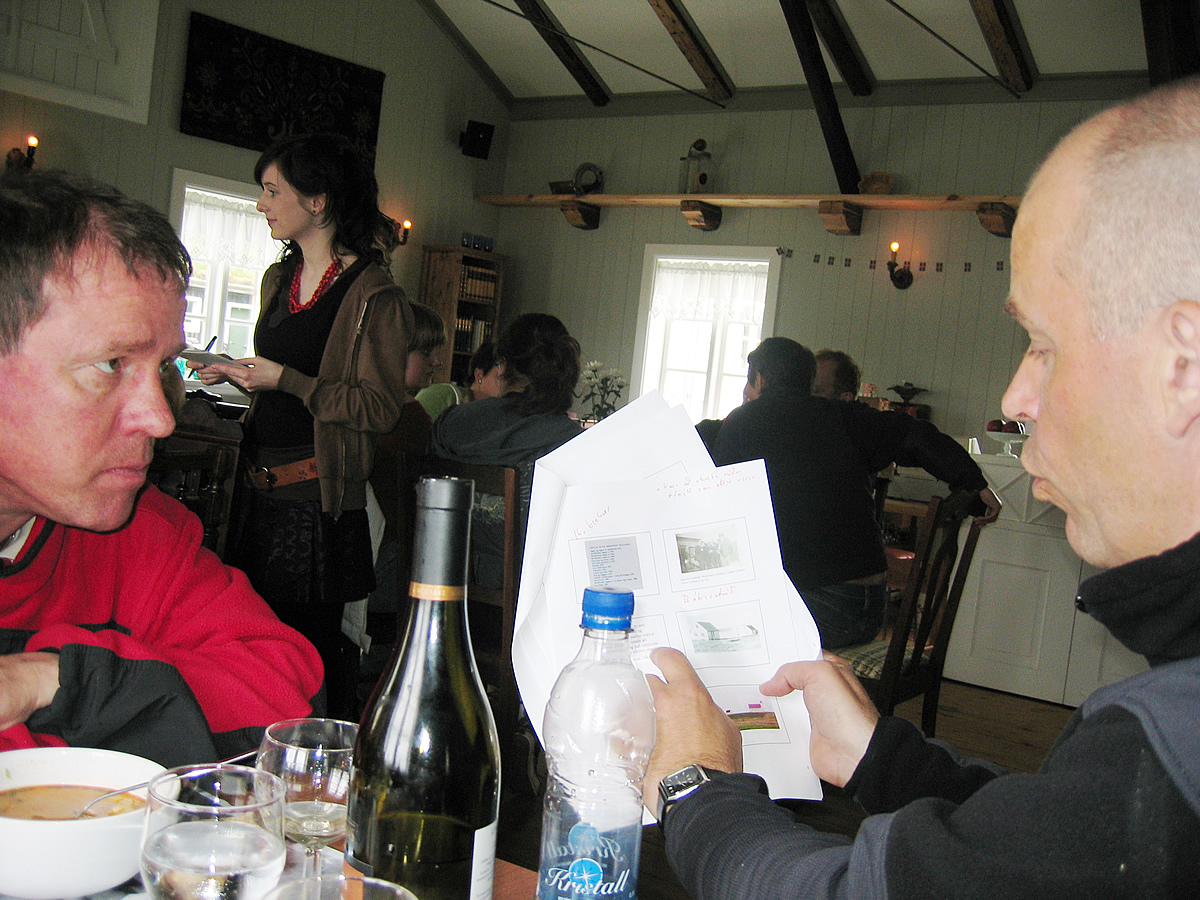
Viktor Arnar Ingólfsson (re.) spricht über sein Buch "Das Rätsel von Flatey"

Viktor Arnar Ingólfsson (* 12. April 1955 in Akureyri) ist ein isländischer Autor von Kriminalromanen.

## Leben und Wirken
Der Autor hat einen Abschluss als Bauingenieur und begann 1969 (seit 1983 hauptamtlich) bei der öffentlichen Straßenbauverwaltung zu arbeiten, wo er für alle Publikationen der Verwaltung verantwortlich ist.
Viktor Arnar ist Mitglied im Schriftstellerverband Islands seit 1983 und im Verband der isländischen Kriminalschriftsteller seit 1999.
Er lebt in Reykjavík, ist verheiratet und hat eine Tochter sowie eine Stieftochter.

## Werke
- Dauðasök. 1978.
- Heitur snjór. 1982.
- Engin spor. 1998
  - deutsch: Haus ohne Spuren. Verlag BLT, Bergisch Gladbach 2007, ISBN 978-3-404-92252-9.[1]
- Flateyjargáta. 2002.
  - deutsch: Das Rätsel von Flatey. Verlag BLT, Bergisch Gladbach 2005, ISBN 3-404-92186-0.[1]
- Afturelding. 2005.
  - deutsch: Bevor der Morgen graut. Verlag BLT, Bergisch Gladbach 2006, ISBN 3-404-92215-8.[1]
- Sólstjakar. 2009.
  - deutsch: Späte Sühne. Lübbe Verlag, Köln 2010, ISBN 978-3-404-16486-8.[1]